# Љубиша Стојмировић
Љубиша Стојмировић (11. септембар 1950) је српски политичар. Био је у више мандата у Народној скупштини Републике Србије. Бивши члан крајње десничарске Српске радикалне странке, члан је Српске напредне странке од њеног оснивања 2008. године.

## Рани живот и каријера
Стојмировић је рођен у Београду, у тадашњој СР Србији у ФНРЈ. Дипломирао је на Факултету организационих наука Универзитета у Београду 1978. године, са фокусом на организациону кибернетику. Потом је магистрирао на истој институцији 1980. године и докторирао на Математичком факултету 1998. године. Стојмировић је предавао у Централној економској школи у Гроцкој од 1982. до 1985. године, једно време је радио у поморској агенцији Југоагент, почео да предаје у Београдској пословној школи 2000. године, да би 2005. године постао редовни професор на овој институцији Сада је у пензији и своје време проводи између Београда и Црне Траве.

## Политичка каријера

### Радикална странка

#### Слободан Милошевић (1991-2000)
Стојмировић се придружио Радикалној странци 1991. године, у години оснивања странке, и био је чест кандидат за јавне функције током 1990-их. Тражио је избор у Веће грађана Савезне скупштине Југославије на савезним изборима у мају 1992. године у једночланој изборној јединици Младеновац и завршио на другом месту против Радивоја Јовановића из Социјалистичке партије Србије.
Потом је добио осамнаесту позицију на изборној листи Радикалне странке за београдску дивизију на парламентарним изборима у Србији 1992. и четрнаесту позицију у истој дивизији на парламентарним изборима 1993. године. Радикали су освојили дванаест места у Београду 1992. и седам 1993. године; Стојмировић ниједном приликом није изабран у њену скупштинску делегацију. (Од 1992. до 2000. године, изборни закон Србије је предвиђао да се једна трећина посланичких мандата додељује кандидатима са успешних листа по бројчаном редоследу, док ће преостале две трећине бити подељене од стране спонзорских партија између осталих кандидата. била је уобичајена пракса да се потоњи мандати додељују бројчаним редоследом, упркос релативно ниској позицији, Стојмировићу је могао бити додељен мандат, али није)
Био је на изборним листама Радикалне странке на парламентарним изборима 2007. и 2008, али ни једном приликом није био у њеној скупштинској делегацији. Био је и на листи Радикалне странке за Скупштину града Београда и поново је био на челној позицији на листи странке за Скупштину општине Звездара на локалним изборима у Србији 2008. године, али није заузео место ни на једном нивоу. 
За парламентарне изборе у Србији 1997. Стојмировић је добио осмо место на листи Радикалне странке за Чукаричку дивизију у Београду. Странка је освојила четири мандата у дивизији, и овом приликом је уврштен у њену скупштинску делегацију, одслуживши свој први мандат у парламенту. На изборима је победила Социјалистичка партија Србије и њени савезници. Радикали су у почетку били опозиција, иако је од 1998. до 2000. странка учествовала у коалиционој влади са социјалистима и Југословенском левицом. Након пада администрације Слободана Милошевића у октобру 2000. године, успостављена је нова привремена влада која је искључила радикале, а странка се вратила у опозицију.
Стојмировић се кандидовао у деветој изборној јединици Звездаре за Скупштину града Београда на локалним изборима у Србији 2000. године. Изгубио је од Драгана Шутановца из Демократске опозиције Србије.

#### После пада Милошевића (2000–2008)
Изборни систем Србије реформисан је пре парламентарних избора у Србији 2000, тако да је цела земља постала јединствена изборна јединица, а посланички мандати су се додељивали кандидатима на листи по нахођењу успешних партија, без икаквог конкретног позивања на бројчани редослед. Стојмировић је уврштен на листу Радикалне странке 2000. Странка је освојила двадесет и три мандата, а он није био у њеној скупштинској делегацији.
Изабран је и за Скупштину града Београда и за Скупштину општине Звездара на локалним изборима у Србији 2004. године, предводећи листу Радикалне странке у овој другој надлежности. Био је градоначелник Звездаре од фебруара до јуна 2005. године, у контексту локалног савеза са Демократском странком Србије, социјалистима и другим странкама. Такође је тражио избор за председника Скупштине града Београда у новембру 2007. године, али није био успешан у томе.
На изборима за савезне посланике у Веће грађана Савезне скупштине СРЈ 1996 добио је друго место на листи Радикалне странке за одељење Вождовац. Радикали су освојили само једно место у одељењу, а он опет није изабран.

### Српска напредна странка
Радикална странка је крајем 2008. доживела озбиљан раскол, неколико њених чланова приступило је умеренијој Српској напредној странци под вођством Томислава Николића и Александра Вучића. Стојмировић је стао на страну напредне странке.
Изборни систем Србије је поново реформисан 2011. године, тако да су посланички мандати додељени по нумеричком реду кандидатима на успешним листама. Стојмировић је добио тридесет четврту позицију на листи Напредне странке Покренимо Србију за парламентарне изборе 2012. године и изабран је када је листа освојила седамдесет и три мандата. Напредњаци су након избора формирали нову коалициону владу са социјалистима и другим партијама, а Стојмировић је био присталица владе. Поново је изабран на парламентарним изборима 2014. и 2016, на којима су листе предвођене напредњацима однеле убедљиве победе.
Током парламента 2016–2020, Стојмировић је био заменик председника скупштинског одбора за образовање, науку, технолошки развој и информационо друштво; члан одбора за спољне послове и парламентарног одбора за стабилизацију и придруживање Европска унија – Србија; шеф делегације Србије у Парламентарној скупштини Централноевропске иницијативе; шеф посланичке групе пријатељства Србије са Кубом; и члан посланичких група пријатељства са Албанијом, Алжиром, Анголом, Азербејџаном, Бахреином, Белорусијом, Бутаном, Босном и Херцеговином, Вијетнамом, Гамбијом, Ганом, Гвајаном, Грузијом, Етиопијом, Замбијом, Зимбабвеом, Израелом, Јерменијом, Казахстаном, Кином, Кувајтом, Летонијом, Лесотоом, Малавима, Микронезијом, Молдавијом, Непалом, Оманом, Русијом, Салвадором, Северном Македонијом, Сијера Леонеом, Таџикистаном, Тунисом, Турском, Туркменистаном, Филипинима, Фиџијем, Чилеом и Џибутијем.
Заузео је педесет шесту позицију на изборној листи Напредне странке Александар Вучић — За нашу децу на парламентарним изборима 2020. и изабран је на пети мандат када је листа убедљиво победила са 188 мандата. Наставља да ради у Одбору за образовање и науку и члан је Пододбора за информационо друштво и дигитализацију, заменик члана Одбора за стабилизацију и придруживање и заменик члана Одбора за дијаспору и Србе у региону. И даље је вођа групе пријатељства Србије са Кубом и члан је група пријатељства са Албанијом, Алжиром, Анголом, Аргентином, Аустралијом, Аустријом, Азербејџаном, Бахреином, Белорусијом, Белгијом, Боливијом, Босном и Херцеговином, Бразилом, Бугарском, Бутаном, Бурундијем, Венецуелом, Вијетнамом, Гамбијом, Ганом, Гвајаном, Гватемалом, Грузијом, Грчком, Данском,  Демократском Републиком Конго, Египтом, Етиопијом, Замбијом Зеленортским Острвима, Зимбабвеом, Индијом, Индонезијом, Ираном, Ираком, Ирском, Израелом, Италијом, Јапаном, Јерменијом, Јорданом, Јужном Африком, Јужном Корејом, Казахстаном, Камбоџом, Канадом, Катаром, Кенијом, Кином, Кипром, Кувајтом, Летонијом, Лесотоом, Лихтенштајном, Луксембург, Мађарском, Малавима, Малтешким витешким редом, Малтом, Мексиком, Микронезијом, Молдавијом, Мароком, Мјанмаром, Намибијом, Немачком, Непалом, Норвешком, Оманом, Палестином, Пакистаном, Перуом, Пољском, Португалом, Руандом, Румунијом, Русијом, Саудијском Арабијом, Салвадором, Светом столицом, Северном Корејом, Северном Македонијом, Сијера Леонеом, Сједињеним Америчким Државама, Словачком, Словенијом, Сиријом, Таџикистаном, Тунисом, Турском, Туркменистаном, Угандом, Украјином, Уједињеним Арапским Емиратима, Уједињеним Краљевством, Филипинима, Финском, Фиџијем, Француском, Холандијом, Хрватском, Црном Гором, Чешком Републиком, Чилеом, Џибутијем, Швајцарском, Шведском и Шпанијом, као и земљама подсахарске Африке.

## Изборни рекорд

### Савезна (Савезна Република Југославија)
| Радивоје Јовановић     | Социјалистичка партија Србије           | 25,224 | 47.42 |
| Љубиша Стојмировић     | Српска радикална странка                | 17,914 | 33.68 |
| Радивоје Јашић         | Савез комуниста – Покрет за Југославију | 5,959  | 11.20 |
| Предраг Ковачевић      | Група грађана                           | 4,094  | 7.70  |
| Укупно важећих гласова |                                         | 53,191 | 100   |

### Општина (Скупштина града Београда)
| Александар Антић   | Социјалистичка партија Србије – Југословенска левица |          |
| Милорад Димић      | Српски покрет обнове                                 |          |
| Љубиша Стојмировић | Српска радикална странка                             |          |
| Душан Танић        | Српска радикална странка                             |          |
| Драган Шутановац   | Демократска опозиција Србије                         | изабрани |